# الصعايدة (الأقصر)
قرية الصعايدة  هي إحدى القرى التابعة لمركز الزينية في محافظة الأقصر في جمهورية مصر العربية. حسب إحصاءات سنة 2006، بلغ إجمالي السكان في الصعايدة 4037 نسمة، منهم 2114 رجل و1923 امرأة.